# ينس أندرسن هاغن
ينس أندرسن هاغن (بالنرويجية البوكمول: Jens Hagen)‏ هو سياسي نرويجي، ولد في 20 أكتوبر 1832، وتوفي في 21 فبراير 1906. حزبياً، نشط في حزب المحافظين. وقد انتخب عضو برلمان النرويج ‏.